# Шуринівка
Шуринівка (рос. Шуриновка) — село у Росії, Богучарському районі Воронізької області. Входить до складу Липчанського сільського поселення.
Населення становить 383 особи (183 чоловічої статі й 200 — жіночої) за переписом 2010 року.

## Історія
За даними 1859 року у власницькому селі Шуринівка (Новохарипово, Новохарпинськ) Богучарського повіту Воронізької губернії мешкало 505 осіб (241 чоловічої статі та 264 — жіночої), налічувалось 37 дворових господарств, існував православна молитовний будинок.
Станом на 1886 рік у колишній власницькій слободі, центрі Шуринівської волості, мешкало 510 осіб, налічувалось 93 дворових господарства, існували 2 православні церкви.
За переписом 1897 року кількість мешканців зросла до 540 осіб (262 чоловічої статі та 278 — жіночої), з яких всі — православної віри.
За даними 1900 року у слободі мешкало 549 осіб (275 чоловічої статі та 274 — жіночої) переважно українського населення, налічувалось 86 дворових господарств, існували православна церква, школа грамоти, відбувались торжки.